# Stefanie Borzzacchini
Stefanie Borzzacchini (ur. 28 października 1990 w Wiedniu) – austriacka wioślarka.

## Osiągnięcia
- Mistrzostwa Świata Juniorów – Pekin 2007 – czwórka podwójna – 5. miejsce[1].
- Mistrzostwa Świata Juniorów – Linz 2008 – jedynka – 10. miejsce[1].
- Mistrzostwa Świata U-23 – Račice 2009 – jedynka wagi lekkiej – 5. miejsce[1].
- Mistrzostwa Europy – Brześć 2009 – dwójka podwójna wagi lekkiej – 3. miejsce[1].